# Quddūs
Jináb-i-Quddús (arabe :قدوس) (vers 1820-1849), fut le titre donné par le Bāb (1819-1850) à son plus fameux disciple Mullá Muḥammad ‘Alí-i-Bárfurúsh, la dix-huitième et dernière des « Lettres du Vivant ».

## Jeunesse
Quddús naquit selon diverses sources entre 1815 et 1822, plus probablement en 1819-1820, dans une famille de cultivateurs de riz aux alentours de Bárfurúsh, dans la province perse du Mázindarán. Il passa son enfance comme domestique d'un dignitaire local chiite nommé Mullá Muḥammad-Ḥamzih Sharí’at-Madár.
Il fut envoyé à la capitale provinciale de Sárí pour y être éduqué dans une école coranique (madrisih). Il intégra au cours des années 1830 un petit groupe d'étudiants de la ville de Mashhad et y fit connaissance de Mullá Hụsayn Bushrú'í (1813-1858) et d'autres futurs babis. À l'âge de 18 ans, Quddús quitta cette ville pour se rendre à la ville sainte chiite de Karbilá en Irak et y passa 4 années parmi les disciples shaykhí de Siyyid Káẓim-i-Rashtí (1793-1843). Puis il revint à Bárfurúsh vers 1843.
On le décrivait comme un chef religieux (mullá) charismatique "courtois, mais en même temps digne et d'une noble attitude", et il devint un notable dans sa ville natale. Mírzá Músá, qui le rencontra en 1846, déclara : "quiconque l'approche est pris d'un irrépressible sentiment d'admiration pour son charme juvénile".

## Rencontre avec le Báb
Il rencontra le Báb à Shíráz et l'accompagna au cours de son pèlerinage à La Mecque. Ils quittèrent Búshihr en octobre 1844 (chawwal 1260 ap.H.) et arrivèrent à La Mecque le 12 décembre 1844 (1er jour de dhou al-hijja 1260 ap.H.). Durant ce pèlerinage, le Báb déclara pour la première fois en public sa revendication d'être Al-Mihdí et d'avoir une mission prophétique, défiant l'un des plus éminents shaykhí, Mírzá Muḥít-i-Kirmání et envoyant une lettre au Chérif de la Mecque par l'intermédiaire de Quddús.
Revenu à Búshihr en février-mars 1845, le Báb informa Quddús qu'ils ne se rencontreraient plus dans cette vie :

Les jours de notre association tirent à leur fin, dit-il. L'heure de la séparation a sonné, une séparation qui ne sera suivie d'aucune réunion si ce n'est dans le royaume de Dieu, en présence du Roi de gloire. En ce monde de poussière, il ne vous a été accordé que neuf mois éphémères d'association avec moi. Sur les rivages du grand au-delà, cependant, dans le royaume de l'immortalité, la joie de la réunion éternelle nous attend. La main du destin vous plongera bientôt dans un océan de tribulations endurées pour son amour. Moi aussi, je vous suivrai; moi aussi, je serai plongé dans les profondeurs de cet océan. Que votre joie soit immense car vous avez été choisi comme porte-étendard de l'armée de l'affliction, vous vous tenez à l'avant de cette noble armée qui connaîtra le martyre en son nom. Dans les rues de Shíráz, vous serez accablé d'affronts, et votre corps sera affligé des blessures les plus graves. Vous survivrez au traitement ignominieux de vos ennemis et parviendrez auprès de celui qui est l'unique objet de notre adoration et de notre amour. En sa présence, vous oublierez tous les maux et toutes les disgrâces qui vous auront été infligés. Les armées de l'Invisible se précipiteront à votre secours et proclameront au monde entier votre héroïsme et votre gloire. À vous, appartiendra alors l'ineffable joie de boire à la coupe du martyre pour son amour. Moi aussi, je foulerai le chemin du sacrifice et vous rejoindrai dans le royaume d'éternité.

C'est à Shíráz que Quddús fit pour la première fois l'expérience des persécutions contre les babis, quand lui et Mullá Ṣádiq eurent la barbe brûlée, le nez percé pour y passer une corde et les conduire comme du bétail à travers les rues, avant d'être chassés de la ville.
À la suite de cette expulsion, il voyagea à travers la Perse pour faire connaître la nouvelle Foi. Il fut l'un des trois principaux participant de la conférence de Badasht, qui se déroula en juin-juillet 1848 et au cours de laquelle il conseilla que la Foi babie soit moins révolutionnaire et plus traditionnelle.

## Bataille du fort deShaykhṬabarsí
Entre le 10 octobre 1848 et le 10 mai 1849 survint le premier grand affrontement armé entre les babis et les militaires locaux, poussés par le clergé chiite.
La population commença par s'en prendre à un groupe de 200 babis, qui se réfugièrent dans le mausolée tout proche de Shaykh Ṭabarsí. Ils y édifièrent des fortifications et s'y défendirent contre les attaques de plus en plus fortes lancées d'abord par les milices locales, puis par les troupes impériales. Bien que Mullá Ḥusayn joua un rôle au début du conflit, c'est Quddús qui prit la direction des opérations dès qu'il eut rejoint le camp retranché.
Les historiens baha'is mentionnent plusieurs évènements "miraculeux" dans les mois suivants, au cours desquels un petit groupe de défenseurs inexpérimentés résista avec succès à des régiments gouvernementaux beaucoup mieux entraînés, armés, et bien supérieurs en nombre.
Durant le dernier mois du siège, la famine frappa les babis, qui durent se nourrir du cuir des chaussures, d'herbes bouillies et d'os fracassés pour survivre. La bataille embarrassait grandement les autorités perses et il y fut mis un terme par l'intervention du prince Mihdí-Qulí Mírzá, qui fit parvenir à Quddús une copie du Coran avec le message suivant inscrit sur la page de la première sourate, et scellé de son sceau :

Je jure par ce Livre très sacré, par la justice de Dieu qui l'a révélé, et la mission de celui qui fut inspiré de ses versets, que je ne nourris d'autre dessein que celui de promouvoir la paix et l'amitié entre nous. Sortez de votre forteresse et soyez assurés qu'aucune main ne se lèvera sur vous. Vous-même et vos compagnons, je le déclare solennellement, êtes sous la protection du Tout-Puissant, de Muḥammad son prophète et de Náṣiri’d-Dín Sháh notre souverain. Je jure sur mon honneur qu'aucun homme, soit de cette armée, soit du voisinage, ne tentera jamais de vous attaquer. La malédiction de Dieu, le Vengeur omnipotent soit sur moi si, dans mon cœur, je chéris d'autre désir que celui que je viens de déclarer.

À peine sortis du camp retranché, les babis furent désarmés et réunis sous une tente, et quelques-uns furent envoyés en prison. Puis l'armée pilla et rasa la fortification et fusilla finalement tous les prisonniers babis restants.

## Martyre
Quddús lui-même fut escorté par le prince jusqu'à Bárfurúsh, où la population en liesse fêtait la victoire. Le projet du prince était de conduire son prisonnier jusqu'à Téhéran pour le remettre au Sháh. Cependant, le Sa'ídu'l-'Ulamá (le plus haut dignitaire religieux) de Bárfurúsh jura de refuser l'hospitalité au prince jusqu'à ce qu'il eût tué Quddús de ses propres mains. Le prince arrangea une entrevue entre Quddús et le chef religieux, et laissa finalement le premier aux mains du second.
Le 16 mai 1849 (23e jour de joumada ath-thania 1265 ap.H.), Quddús fut jeté en pâture à la populace déchaînée, qui dépeça son corps et le jeta au feu. Ses restes furent recueillis par un ami et enterrés non loin de là. Nabil raconte dans sa chronique :

D'après le témoignage de Bahá'u'lláh, ce jeune héros, qui était encore au seuil de sa vie, fut soumis à des tortures et à une mort telles que même Jésus, à l'heure la plus sombre de son agonie, n'en connut de pareilles. L'absence de toute entrave de la part des autorités gouvernementales, la barbarie ingénieuse dont firent preuve avec tant de talent les bourreaux de Bárfurúsh, le fanatisme féroce qui enflammait les cœurs de ses habitants shí`ahs, l'appui moral que leur accordaient les dignitaires de l'Église et de l'État dans la capitale et, par-dessus tout, les actes d'héroïsme qu'avaient accomplis leur victime et ses compagnons et qui avaient servi à intensifier leur exaspération, tout cela concourut à donner de la vigueur aux assaillants et à accroître la férocité diabolique qui caractérisa le martyre de Quddús. Les circonstances de ce martyre furent telles que le Báb, qui était alors emprisonné dans la forteresse de Čahrīq, ne put, pendant une période de six mois, ni écrire ni dicter. Le profond chagrin qu'il ressentit fit taire la voix de la révélation et rendit muette sa plume.

Décrivant la bataille au prince Aḥmad Mírzá environ deux ans après ces événements, le général assiégeant `Abbás-Qulí Khán la compara à la bataille de Karbilá et se compara à Shimr ibn Dhil-Jawshan, qui ordonna la mise à mort du troisième Imám chiite Ḥusayn.

## Rang de Quddús pour les baha'is
Il apparaît qu'en dépit de la hauteur unique de son rang, Quddús ne doit pas être considéré dans le Bahaïsme comme une "Manifestation de Dieu", ni ses écrits comme constituant des écrits saints baha'is, mais comme des documents historiques.
En ce qui concerne la station et le rang de Quddús, ils ne devraient en aucune manière être considérés comme "prophétiques". Son rang est indubitablement très élevé et loin au-dessus de celui des autres "Lettres du Vivant", y compris de celui de la première "Lettre" Mullá Hụsayn Bushrú'í. Plus qu'aucun autre disciple Quddús a reflété la lumière des enseignements du Báb.
Il peut être utile de considérer que, dans la dispensation du Báb, Quddús est qualifié de "dernier point" et de "dernier nom de Dieu", qu'il est identifié dans "Dieu passe près de nous" comme l'un des "messagers accusés d'imposture" mentionnés dans le Coran, et comme l'un des "deux témoins" bibliques dans lequel "l'esprit de vie divin" doit entrer, selon le témoignage de `Abdu'l-Bahá dans les "Leçons de Saint-Jean-d'Acre", mais que malgré cela il ne doit pas être considéré comme une "Manifestation de Dieu" indépendante.

### Sources officielles bahá'íes
- "La Chronique de Nabíl" (Dawn-Breakers), écrit en persan à la fin du XIXe siècle par Muḥammad-i-Zarandí Nabíl-i-A’ẓam, traduit du persan en anglais par Shoghi Effendi, traduit de l'anglais en français par M.E.B. et édité par la Maison d'éditions baha'ies (Bruxelles 1986), D/1547/1986/6
- "Dieu passe près de nous", écrit par Shoghi Effendi, publié par L’ASN des baha’is de France (Paris 1970)
- "A Concise Encyclopedia of the Bahá'í Faith" de Peter Smith (1999), Oneworld Publications, Oxford, Royaume-Uni,  (ISBN 1851681841)

### Autres
- (en) Abbas Amanat, Resurrection and Renewal : The Making of the Babi Movement in Iran, 1844-1850, Ithaca, Cornell University Press, 1989, 461 p. (ISBN 0-8014-2098-9)
- (en) Nosrat Mohammad-Hosseini, « Qoddus », dans Encyclopædia Iranica, 2009 (lire en ligne)
- Notices d'autorité :   - VIAF
  - LCCN
  - WorldCat
- Notice dans un dictionnaire ou une encyclopédie généraliste :   - Encyclopædia Iranica